# Indicatori bibliometrici
Gli indicatori bibliometrici misurano l'impatto bibliometrico di singoli autori o di riviste. Sono state sviluppate diverse metriche che tengono conto di un numero variabile di fattori, dal considerare solo il numero totale di citazioni, all'osservare la loro distribuzione tra articoli o riviste applicando tecniche matematiche e statistiche.
La motivazione principale di questi confronti qualitativi e quantitativi tra ricercatori è l'assegnazione di risorse (ad esempio finanziamenti, incarichi accademici). Tuttavia, rimane controversia nella comunità accademica sul modo in cui le metriche a livello di autore raggiungono questo obiettivo.
Le metriche a livello di autore differiscono dalle metriche a livello di rivista che tentano di misurare l'impatto bibliometrico delle riviste accademiche piuttosto che dei singoli individui. Tuttavia, le metriche originariamente sviluppate per le riviste accademiche possono essere riportate a livello di ricercatore, come l'autofattore a livello di autore e il fattore di impatto dell'autore.

## Indicatori a livello di autore

### H-index
L'H-index è un indicatore bibliometrico a livello di autore sviluppato da Jorge E. Hirsch. Secondo la definizione, uno scienziato ha un indice n se almeno n lavori tra quelli che ha pubblicato sono stati citati almeno n volte ciascuno. Ad esempio un autore ha un H-index di 10 se ha 10 delle sue pubblicazioni citate almeno 10 volte.

### G-index
Suggerito nel 2006 da Leo Egghe, l'indice è calcolato sulla base della distribuzione di citazioni ricevute dalle pubblicazioni di un assegnato autore. L'indice è definito in modo tale che sull'insieme dato di articoli, ordinati in ordine decrescente di citazioni ricevute, il valore dell'indice-g è assegnato quando i primi g articoli hanno ricevuto cumulativamente g2 citazioni.

### i10-index
I10-index (detto anche H-10) indica il numero di pubblicazioni accademiche che un autore ha scritto e che hanno ricevuto almeno dieci citazioni. È stato introdotto nel luglio 2011 da Google nell'ambito del loro lavoro su Google Scholar, un motore di ricerca dedicato alle pubblicazioni accademiche. Può essere equivalentemente definito come il maggior numero n di articoli altamente citati per i quali il numero medio di citazioni è almeno n.

### Hc-index
Hc-index, o indice H contemporaneo, è stato proposto ne 2006 da Antonis Sidiropoulos ed è un indicatore che normalizza e corregge l'H-index che penalizza gli autori più giovani che hanno pubblicato meno di autori dalla lunga carriera. L'Hc-index invece da maggior peso alle pubblicazioni recenti e meno a quelle più datate e non risente dell'inattività, anche prolungata, di un autore.

## Indicatori a livello di rivista
- JCR journal impact factor: misura l'impatto di una rivista tecnico-scientifica.
- SCOPUS SNIP: misura l'impatto per la rivista.
- SCImago Journal Rank o SJR indicator: misura l'impatto di riviste accademiche.
- PubFocus JR

Altri di varie discipline:
- Arts and Humanities Citation Index
- CAB Direct (database)
- Citation index
- Islamic World Science Citation Database
- Latin American Bibliography
- Materials Science Citation Index
- Russian Science Citation Index
- Science Citation Index
- Social Sciences Citation Index
- SPIN bibliographic database

Tra i database più usati per la ricerca di citazioni ci sono:
- Scopus
- Google Scholar
- Web of Science (ISI Web of Knowledge)